# Cattedrale del Salvatore (Saragozza)
La cattedrale del Salvatore (in spagnolo Catedral de El Salvador de la Seo) è una delle due cattedrali metropolitane di Saragozza, assieme alla basilica e cattedrale del Pilar. Abitualmente chiamata "la Seo" in contrapposizione a "el Pilar".

## Storia
La cattedrale sorge sul sito dell'antico foro romano di Augusto e della moschea maggiore della Taifa di Saragozza, del cui minareto perdura l'impronta nella torre attuale. L'edificio fu iniziato nel XII secolo in stile romanico ed è stato oggetto di molti cambi e ampliamenti.
L'attuale aspetto esterno è caratterizzato da una facciata neoclassica e da una grande torre campanaria, realizzata dal 1683 su disegni inviati da Roma dall'architetto barocco Giovan Battista Contini, in sostituzione di una precedente torre in stile mudèjar.